# Bede BD-5
Die Bede BD-5 ist ein einsitziges Kleinflugzeug in Ganzmetallbauweise mit einem Druckpropeller, das die Bede Aircraft aus den USA als Bausatz vertrieb. Von den Abmessungen her ist nur die CriCri noch kleiner.

## Geschichte
Überlegungen zu einem motorgetriebenen Segelflugzeug dieser Art gehen bis auf das Jahr 1967 zurück. 1970 schließlich begann der Bau, und im September 1971 flog Jim Bede erstmals das Flugzeug. Insgesamt wurden etwa 5.000 Bausätze vertrieben, jedoch wurde der Hersteller aufgrund der andauernden Motorprobleme Mitte der 1970er Jahre insolvent. Die US-amerikanische Firma BD-Micro Technologies Inc. bietet einen Nachbau der originalen Bede BD-5 an. Neben BD-5B wird eine Turbopropvariante mit einem Verstellpropeller (BD-5T) und die BD-5J mit einem Microturbo TRS-18-Strahltriebwerk angeboten. Die BD-5J hat eine auf 5,18 m gekürzte Spannweite. Die Maschine mit dem Luftfahrzeugkennzeichen N3038V ist das vom Guinness-Buch der Rekorde anerkannte kleinste Strahlflugzeug der Welt (11/2005).

## Konstruktion
Der Prototyp besaß ein mit Schalen aus glasfaserverstärktem Kunststoff verkleidetes geschraubtes Rohrgerüst. Die späteren Serienmodelle waren dagegen in einer Halbschalenbauweise aus Aluminium aufgebaut. Auch verfügte der Prototyp über ein V-Leitwerk, das inzwischen einem konventionellen Leitwerk gewichen ist.
Der Prototyp (Kennzeichen N500BD) diente zunächst als Versuchsflugzeug für verschiedene Motorisierungen. Zunächst verwendete man einen 36-PS-Schneemobilmotor von Polaris Industries, dann ein 40-PS-Aggregat von Kiekhaefer, bis man schließlich einen 55 PS starken Hirth-Motor einsetzte. Der Prototyp ist erhalten und wird im EAA AirVenture Museum in Oshkosh (Wisconsin) ausgestellt.

## Versionen
Es wurden verschiedene Varianten entwickelt:
- BD-5A mit Spannweite von nur 4,27 m, deswegen schwierig zu fliegen.
- BD-5B mit auf 6,40 m vergrößerter Spannweite
- BD-5D sollte durch die FAA zertifiziert werden. Dies wurde nicht erreicht, deswegen keine Produktion.
- BD-5J wurde mit einem Microturbo TRS-18-Strahltriebwerk ausgerüstet.
- BD-5S reines Segelflugzeug, aber Gleitzahl inakzeptabel, keine Produktion.
- BD-5T wurde mit einem Verstellpropeller angeboten.

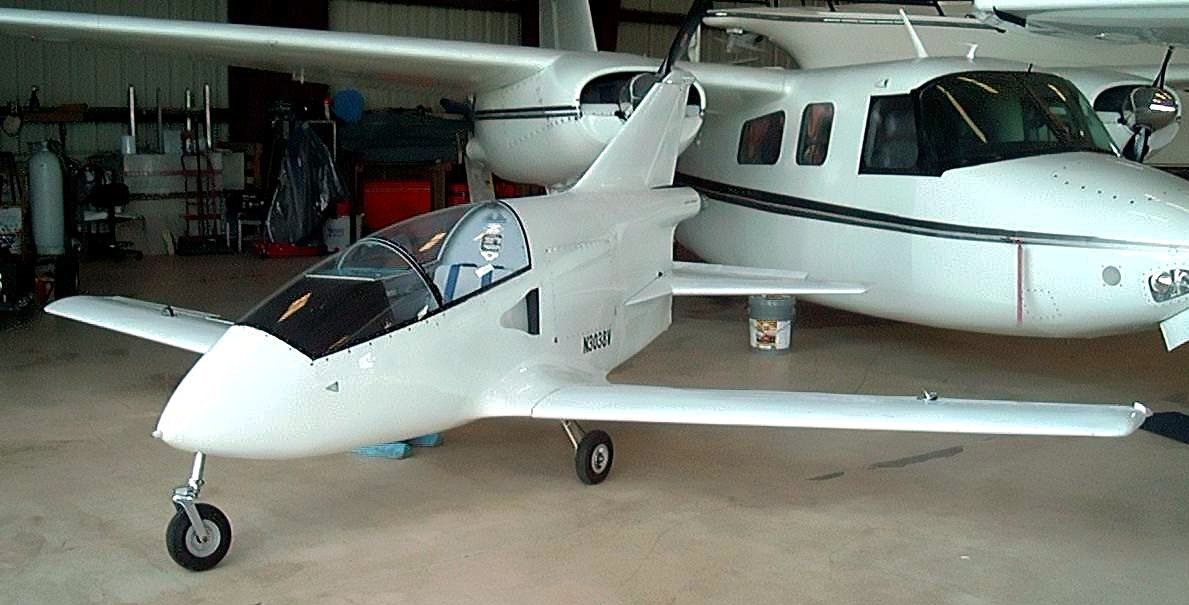
Weltrekordflugzeug: Bede BD-5J N3038V

## Zwischenfälle
Eine BD-5J Microjet der Flying Bulls, Kennzeichen N53EJ, verunglückte am Nachmittag des 1. Mai 2013 bei Baumkirchen im Tiroler Inntal. Der seit Jahren für die Flying Bulls tätige deutsche Pilot meldete Probleme und erwog eine Notlandung auf der Inntalautobahn, musste jedoch dann zwischen Baumkirchen und Mils notlanden. Das Flugzeug prallte dabei gegen einen Hang, der Pilot kam ums Leben.

## Technische Daten
| Kenngröße             | Daten Bede BD-5B |
| --------------------- | ---------------- |
| Besatzung             | 1                |
| Länge                 | 3,88 m           |
| Spannweite            | 6,40 m           |
| Höhe                  | 1,53 m           |
| Flügelfläche          | 4,4 m²           |
| Flügelstreckung       | 9,3              |
| Leermasse             | 178 kg           |
| max. Startmasse       | bis 530 kg       |
| Höchstgeschwindigkeit | >320 km/h        |
| Steigleistung         | 580 m/min        |
| Dienstgipfelhöhe      | 3660 m           |
| Reichweite            | 1150 km          |

## Trivia
- Eine Bede BD-5J ist in der Eröffnungssequenz des James-Bond-Films Octopussy zu sehen.